# Хуан Рулфо
Хуан Непомусено Карлос Перес Рулфо Вискаино (на испански: Juan Nepomuceno Carlos Pérez Rulfo Vizcaíno) е мексикански писател, сценарист и фотограф.

## Биография
Роден е на 16 май 1917 година в Сан Габриел, щата Халиско, в семейство на разорени земевладелци. Учи в Националния автономен университет на Мексико и започва да се занимава с литература. Двете му най-известни книги са сборникът разкази „Равнината в пламъци“ („El Llano en llamas“, 1953) и романът „Педро Парамо“ („Pedro Páramo“, 1955).
Хуан Рулфо умира от рак на белия дроб в град Мексико на 7 януари 1986 година.